# John Debney
John Cardon Debney (Glendale, 18 agosto 1956) è un compositore e direttore d'orchestra statunitense.
Ha ottenuto la candidatura all'Oscar alla migliore colonna sonora nel 2005 per il film di Mel Gibson La passione di Cristo (The Passion of the Christ).

## Gli inizi
Figlio del produttore della Disney Studios, Louis Debney, John è nato e cresciuto nella vicina Glendale, in California, dove iniziò a prendere lezioni di chitarra all'età di sei anni e a suonare in gruppi rock in un college. John si è laureato in composizione al California Institute of Arts nel 1979. Due settimane dopo la laurea da CalArts, ha ottenuto un lavoro alla Disney. Debney proseguì la sua formazione pratica lavorando con la Hanna-Barbera. Dopo questo, Debney ha continuato a progetti televisivi punteggio così diversi come Star Trek, Scooby Doo e Dink il piccolo dinosauro per il quale ha vinto un Emmy per il miglior titolo principale. 
All'inizio del 1990, Debney ha cominciato a segnare i film indie e attrazioni Disneyland. Nel 1991, Debney si avvicina sempre di più al successo, componendo musiche per altri film d'animazione e serie TV. Nel 1993, ha segnato il suo primo studio, la commedia Disney Hocus Pocus interpretato da Bette Midler. La colonna sonora di Debney per il film, gli ha aperto le porte a Hollywood dove comincia a lavorare in film importanti e con registi famosi, come Peter Hyams o Robert Rodriguez. Il secondo Emmy, arriva nel 1997 per la serie televisiva The Cape con il quale Debney ottiene la fama mondiale. Con questa, diventa richiestissimo e tra il 1997 e il 1999 lavora a moltissimi film. Debney lavorerà a molti generi:
dalla commedia all'horror, dal thriller al drammatico e dall'animazione al fantasy. Lo dimostrano film come:
Bugiardo bugiardo, Paulie - Il pappagallo che parlava troppo, So cosa hai fatto e Le follie dell'imperatore.

## Il successo
John da allora ha continuato ad avere un punteggio di carriera di compositore molto alto e ciò gli ha permesso di lavorare in film molto importanti tra cui: Iron Man 2, La passione di Cristo,  Una settimana da Dio, Elf,  Sin City, Chicken Little - Amici per le penne,  Bugiardo bugiardo, Spy Kids,  Le follie dell'imperatore,  Il Re Scorpione e Predators.
Debney ha anche registrato le partiture per i videogiochi Lair e  The Sims Medieval.

## Filmografia parziale

### Cinema
- Pippo e lo sport in Calciomania, regia di Matt O'Callaghan e Darrell Van Citters (1987)
- I pronipoti - Il film, regia di William Hanna e Joseph Barbera (1990)
- Hocus Pocus, regia di Kenny Ortega (1993)
- Piccoli campioni (Little Giants), regia di Duwayne Dunham (1994)
- La leggenda di Zanna Bianca (White Fang 2: Myth of the White Wolf), regia di Ken Olin (1994)
- Benvenuti a Radioland (Radioland Murders), regia di Mel Smith (1994) (additional music)
- Corsari (Cutthroat Island), regia di Renny Harlin (1995)
- Topolino e il cervello in fuga (Runaway Brain), regia di Chris Bailey (1995) - Cortometraggio
- A rischio della vita (Sudden Death), regia di Peter Hyams (1995)
- Safe Sex - Tutto in una notte (Trojan War), regia di George Huang (1997)
- So cosa hai fatto (I Know What You Did Last Summer), regia di Jim Gillespie (1997)
- Bugiardo bugiardo (Liar Liar), regia di Tom Shadyac (1997)
- Relic - L'evoluzione del terrore (The Relic), regia di Peter Hyams (1997)
- Paulie - Il pappagallo che parlava troppo (Paulie), regia di John Roberts (1998)
- A casa per Natale (I'll Be Home for Christmas), regia di Arlene Sanford (1998)
- Inspector Gadget, regia di David Kellogg (1999)
- Giorni contati (End of Days), regia di Peter Hyams (1999)
- Le avventure di Elmo in Brontolandia (The Adventures of Elmo in Grouchland), regia di Gary Halvorson (1999)
- Komodo, regia di Michael Lantieri (1999)
- Le ragazze della Casa Bianca (Dick), regia di Andrew Fleming (1999)
- Le riserve (The Replacements), regia di Howard Deutch (2000)
- Le follie dell'imperatore (The Emperor's New Groove), regia di Mark Dindal (2000)
- Jimmy Neutron - Ragazzo prodigio (Jimmy Neutron: Boy Genius), regia di John A. Davis (2001)
- Pretty Princess (The Princess Diaries), regia di Garry Marshall (2001)
- Heartbreakers - Vizio di famiglia (Heartbreakers), regia di David Mirkin (2001)
- Spy Kids, regia di Robert Rodriguez (2001)
- Snow Dogs - 8 cani sotto zero (Snow Dogs), regia di Brian Levant (2002)
- Spy Kids 2 - L'isola dei sogni perduti (Spy Kids 2: The Island of Lost Dreams), regia di Robert Rodriguez (2002)
- Hot Chick - Una bionda esplosiva (The Hot Chick), regia di Tom Brady (2002)
- Il Re Scorpione (The Scorpion King), regia di Chuck Russell (2002)
- Il segno della libellula - Dragonfly (Dragonfly), regia di Tom Shadyac (2002)
- Una settimana da Dio (Bruce Almighty), regia di Tom Shadyac (2003)
- Elf, regia di Jon Favreau (2003)
- Quando meno te lo aspetti (Raising Helen), regia di Garry Marshall (2004)
- Principe azzurro cercasi (The Princess Diaries 2: Royal Engagement), regia di Garry Marshall (2004)
- Due candidati per una poltrona (Welcome to Mooseport), regia di Donald Petrie (2004)
- La passione di Cristo (The Passion of the Christ), regia di Mel Gibson (2004)
- Dreamer - La strada per la vittoria (Dreamer: Inspired By a True Story), regia di John Gatins (2005)
- Zathura - Un'avventura spaziale (Zathura - A Space Adventure), regia di Jon Favreau (2005)
- Sin City, regia di Robert Rodríguez, Frank Miller e Quentin Tarantino (special guest director) (2005)
- Deuce Bigalow - Puttano in saldo (Deuce Bigalow: European Gigolo), regia di Mike Bigelow (2005)
- Chicken Little - Amici per le penne (Chicken Little), regia di Mark Dindal (2005)
- Il ritorno della scatenata dozzina (Cheaper by the Dozen 2), regia di Adam Shankman (2005)
- Le avventure di Sharkboy e Lavagirl in 3-D (The Adventures of Sharkboy and Lavagirl 3-D), regia di Robert Rodriguez (2005)
- Idlewild, regia di Bryan Barber (2006)
- Barnyard - Il cortile (Barnyard), regia di Steve Oedekerk (2006)
- Piccolo grande eroe (Everyone's Hero), regia di Christopher Reeve, Colin Brady e Daniel St. Pierre (2006)
- Al passo con gli Stein (Keeping Up with the Steins), regia di Scott Marshall (2006)
- Un'impresa da Dio (Evan Almighty), regia di Tom Shadyac (2007)
- Donne, regole... e tanti guai! (Georgia Rule), regia di Garry Marshall (2007)
- The Stoning of Soraya M., regia di Cyrus Nowrasteh (2008)
- La ragazza del mio migliore amico (My Best Friend's Girl), regia di Howard Deutch (2008)
- Piacere Dave (Meet Dave), regia di Brian Robbins (2008)
- Swing Vote - Un uomo da 300 milioni di voti (Swing Vote), regia di Joshua Michael Stern (2008)
- Predators, regia di Nimród Antal (2010)
- Iron Man 2, regia di Jon Favreau (2010)
- Appuntamento con l'amore (Valentine's Day), regia di Garry Marshall (2010)
- Machete, regia di Robert Rodriguez e Ethan Maniquis (2010)
- L'orso Yoghi (Yogi Bear), regia di Eric Brevig (2010)
- The Double, regia di Michael Brandt (2011)
- I tre marmittoni (The Three Stooges), regia di Peter e Bobby Farrelly (2012)
- Alex Cross - La memoria del killer (Alex Cross), regia di Rob Cohen (2012)
- Jobs, regia di Joshua Michael Stern (2013)
- The Call, regia di Brad Anderson (2013)
- Stonehearst Asylum, regia di Brad Anderson (2014)
- L'era glaciale - In rotta di collisione (Ice Age: Collision Course), regia di Mike Thurmeier e Galen T. Chu (2016)
- La battaglia di Hacksaw Ridge (Hacksaw Ridge), regia di Mel Gibson (2016)
- Il libro della giungla (The Jungle Book), regia di Jon Favreau (2016)
- The Greatest Showman, regia di Michael Gracey (2017)
- 40 sono i nuovi 20 (Home Again), regia di Hallie Meyers-Shyer (2017)
- Beirut, regia di Brad Anderson (2018)
- Brian Banks - La partita della vita (Brian Banks), regia di Tom Shadyac (2018)
- Beach Bum - Una vita in fumo (The Beach Bum), regia di Harmony Korine (2019)
- Dora e la città perduta (Dora and the Lost City of Gold), regia di James Bobin (2019)
- Alice e Peter (Come Away), regia di Brenda Chapman (2020)
- Clifford - Il grande cane rosso (Clifford the Big Red Dog), regia di Walt Becker (2021)
- Non mollare mai (American Underdog), regia di Andrew e Jon Erwin (2021)
- Luck, regia di Peggy Holmes (2022)
- Marry Me - Sposami (Marry Me), regia di Kat Coiro (2022)
- Horizon: An American Saga, regia di Kevin Costner (2024)
- IF - Gli amici immaginari (IF), regia di John Krasinski (2024)

### Televisione
- The Cape – serie TV (1996-1997)
- Hatfields & McCoys, regia di Kevin Reynolds – miniserie TV (2012)
- Bonnie & Clyde – miniserie TV, 2 puntate (2013)
- Houdini, regia di Uli Edel - miniserie TV (2014)
- Hocus Pocus 2, regia di Anne Fletcher - film TV (2022)